# 竇融
竇 融（とう ゆう、紀元前15年 - 62年）は、中国の新代から後漢初期にかけての武将・政治家。字は周公。司隷扶風平陵県（現在の陝西省咸陽市秦都区）の人。河西に割拠した新末後漢初の群雄の一人で、後に後漢草創期の功臣となった人物である。後、光武帝の功臣団「雲台二十八将」と並び洛陽南宮の雲台で顕彰されたため、「雲台三十二将」のひとりと称されることもある。
弟は竇友。子は竇穆（内黄公主の夫、内黄公主が誰の娘であるかは不明）。甥に対匈奴戦で活躍した竇固（竇友の子で、光武帝の娘である涅陽公主の夫）、孫に竇勛（東海恭王劉彊の娘である沘陽公主の夫）など。従弟は竇士。孝文皇后の弟で章武侯に封じられた竇広国の七世の孫。また、曾孫に竇憲・章徳皇后、玄孫に竇武がいる。

## 事跡
| 姓名           | 竇融 |
| 時代           | 新 - 後漢 |
| 生没年         | 紀元前15年（永始2年） - 62年（永平5年） |
| 字・別号       | 周公（字） |
| 本貫・出身地等 | 司隷扶風平陵県 |
| 職官           | 強弩将軍司馬〔新〕→波水将軍〔新〕 →校尉〔更始〕→張掖属国都尉〔更始〕 →張掖属国都尉 兼行河西五郡大将軍事〔推戴〕 →涼州牧兼張掖属国都尉〔後漢〕 →冀州牧〔後漢〕→大司空〔後漢〕 →特進〔後漢〕 →行衛尉事兼領将作大匠、特進〔後漢〕 |
| 爵位・号等     | 建武男〔新〕→安豊侯〔後漢〕 →安豊戴侯〔没後〕 |
| 陣営・所属等   | 王莽→更始帝→隗囂→光武帝→明帝 |
| 家族・一族     | 弟：竇友 子：竇穆 甥:竇固 孫：竇勛など 一族：竇士〔従弟〕 |

### 新での事跡
竇融は年少の頃に父を亡くし、間もなく新の軍において経歴を重ねていく。居摂年間に、竇融は強弩将軍司馬に任命され、翟義の討伐に従軍し、さらに槐里（右扶風）を攻略した。この軍功により、竇融は建武男に封じられている。竇融の妹は大司空王邑の側室であったため、竇融は長安城内で貴人・外戚の出入りする邸宅に住むことができた。この時竇融は、在野の豪傑と交流し、任侠により名を知られ、また、母と兄、幼い弟を養っている。
地皇年間に、太師王匡が赤眉軍の討伐に向かうと、竇融も王匡の要請に応じて、これに従軍した。地皇4年（23年）、王邑の軍に移り、昆陽（潁川郡）で劉秀（後の光武帝）率いる漢軍と戦ったが、敗北して王邑と共に長安へ退却している。更始帝配下の漢軍が武関を破って関中へ進攻してくると、竇融は王邑の推薦により、王莽から波水将軍に任命され、黄金一千斤を賜り、新豊（京兆尹）に駐屯したが、更始帝丞相司直李松配下の韓臣に遭い敗走した。

### 河西を掌握
王莽が斬られて新が滅亡すると、竇融は漢軍の趙萌に投降し、その校尉として登用された。まもなく、趙萌は竇融の器量を見込み、これを鉅鹿太守に推薦している。しかし当時の東方は混乱していたため、竇融はその赴任を望まず、むしろ祖先や一族が地方官として歴任していた河西への赴任を趙萌に願い出た。その結果、竇融は張掖属国都尉に任命され、竇融も大いに喜び、家族を連れて赴任している。河西へ到着した竇融は、現地の豪傑や羌と交流して、幅広く人心を掌握した。
更始3年（25年）に更始政権が滅亡すると、竇融は酒泉太守梁統ら河西5郡（酒泉・金城・張掖・敦煌・武威）の現地有力者と連合し、匈奴から自らを守らんとした。最初は梁統が頭領に推薦されたが、梁統は辞退したため、竇融が行河西五郡大将軍事として推戴され、河西の地方軍の頭領となった。竇融とその配下は、河西の民俗が質朴であることを踏まえ、政令を緩やかにして、上下相親しむよう心がけた。その一方で、軍備や訓練の充実にも務め、北方民族が進攻してきた際には、竇融自ら河西各郡の軍を率いて迎撃し、常に勝利を収めている。その結果、匈奴は進攻の意志を挫かれ、羌は竇融に畏服し、安定・北地・上郡の各郡の流浪者は、続々と竇融を頼ってきた。

### 漢への帰属
竇融は、洛陽で光武帝が即位したことを伝え聞くと、光武帝への服属を望んだが、河西は辺境にあったため、連絡を取り合うことが困難であった。それでも、当時の群雄の一人で、隴右に勢力を張る隗囂が、光武帝に服属して建武の元号を使用していたため、竇融もこれに倣って建武の元号を使用している。また、竇融とその有力部将は、隗囂から将軍の官印を授与されていたため、形式上はその傘下となっていた。
隗囂は光武帝に服属しながらも実質的な自立の維持を画策し、配下で弁士の張玄を竇融の下に派遣し、天下の情勢は依然として不透明であるから自立を維持すべきである、と隴蜀との合従策を説かせた。竇融は配下と協議したが、この場では、光武帝に服属すべきであるとの意見が提出されている。詳細に検討した結果、ついに竇融は光武帝への服属を決意し、建武5年（29年）夏、長史劉鈞を光武帝の下に派遣した。この時偶然にも、光武帝も竇融の下に使者を派遣しており、その使者は道中でやはり偶然にも劉鈞と対面し、連れ立って洛陽に向かっている。光武帝は大喜びで劉鈞を歓迎し、竇融を涼州牧に任命し、詔書を託して河西へ帰還させた。
竇融は、光武帝が河西にも配慮していたことに驚喜した。以後、両者は使節を何度も派遣しあい、竇融は光武帝陣営への傾斜を強めた。竇融は、隗囂にも光武帝への心からの服属を勧める信書を送ったが、隗囂はこれを拒否した。その後、竇融は光武帝の要請に応じて金城へ出兵し、先零羌（北方民族）の首領で、隗囂と同盟関係にあった封何を撃破している。さらに梁統が、隗囂の代理人である張玄を暗殺し、竇融らは、隗囂から授与されていた将軍印を破棄した。建武7年（31年）秋、竇融は光武帝の詔を受けて反逆した隗囂を討伐するため出陣したが、天候不順と隗囂が兵を退いたため光武帝は詔を発して親征を取りやめ、竇融は光武帝が大軍を派兵しないのではないかと恐れ、救援のための派兵を光武帝に願った。光武帝はその誠意を賞賛している。

### 光武帝との対面
建武8年（32年）夏、光武帝が隗囂を親征すると、竇融は河西5郡太守、羌の小月氏などで構成される歩兵・騎兵数万と、輜重車5千輌を率い、第一城（安定郡高平県）に到着した。その際、竇融は光武帝と会見する際の儀礼等について、事前に使者を派遣して問い合わせ、光武帝から感心されている。光武帝も、竇融を引見する上では特別な儀礼をもって歓待し、竇融の弟の竇友は奉車都尉、従弟の竇士は太中大夫に任命されている。竇融軍が光武帝軍に加わったことで、隗囂軍は大いに崩れ、光武帝が進軍する先で隗囂側の城は次々と投降した。光武帝は竇融の功労に報いるため、詔を下して、4県を封土として安豊侯に封じ、一族や梁統らの配下もそれぞれ侯に封じられている。
竇融は兄弟と共に厚遇を受け、久しく大きな権限を掌握することになったが、その一方で不安を抱き、何度も光武帝に対して他者に地位を譲りたいと申し出ている。しかし光武帝は、「朕と将軍は左右の手のようなもの。将軍が幾度も謙譲されているのに、どうしてそれを理解しないことがあろうか。士民への巡視に勉め、勝手にその地位から離れようとしないでもらいたい」との詔を下し、全幅の信頼を寄せた。

### 晩年の光と陰
建武12年（36年）に、公孫述・隗囂が平定されると、竇融と5郡太守は政務報告のため洛陽を訪問し、同時に竇融は、涼州牧・張掖属国都尉・安豊侯の印綬を光武帝に返還した。光武帝は、安豊侯の印綬だけを竇融に返還し、さらに数カ月後の建武13年（37年）4月に冀州牧に任命し、まもなく大司空へ昇進させている。このような栄誉にも竇融は謙遜の姿勢を一切崩さず、爵位を度々返上したいと申し出たが、光武帝はそれに応じなかった。
建武20年（44年）、大司徒戴渉が連座により獄に下り、三公は一緒に職務に参与する故に竇融もやむなく罷免された。建武21年（45年）、位は特進となり、建武23年（47年）には、行衛尉事兼領将作大匠となり、城門校尉となっていた弟の竇友と共に禁軍を率いている。竇融の一族は、「一公、二侯、三公主、四二千石（級の高官）」を同時に得たと言われ、その官邸群や大量の奴婢は、他の功臣を遥かに凌いだ。ただ、竇融本人は謙譲を旨としたものの、その一族は放縦の振舞いが多く、竇融の晩年は、子の竇穆や一族の竇林（護羌校尉）が不祥事を起こしている。
永平5年（62年）、死去。享年78。諡は戴侯。